# Guilherme Posser da Costa
Guilherme Posser da Costa, né le 18 mai 1953 à São Tomé, est un homme politique santoméen, membre du Mouvement pour la libération de Sao Tomé-et-Principe – Parti social-démocrate.
Il est par trois fois ministre des Affaires étrangères de 1987 à 1996, Premier ministre de 1999 à 2001 puis président de son parti de 2005 à 2010. Candidat à l'élection présidentielle de 2021, il obtient 42 % des voix au second tour et est battu par Carlos Vila Nova.

## Biographie

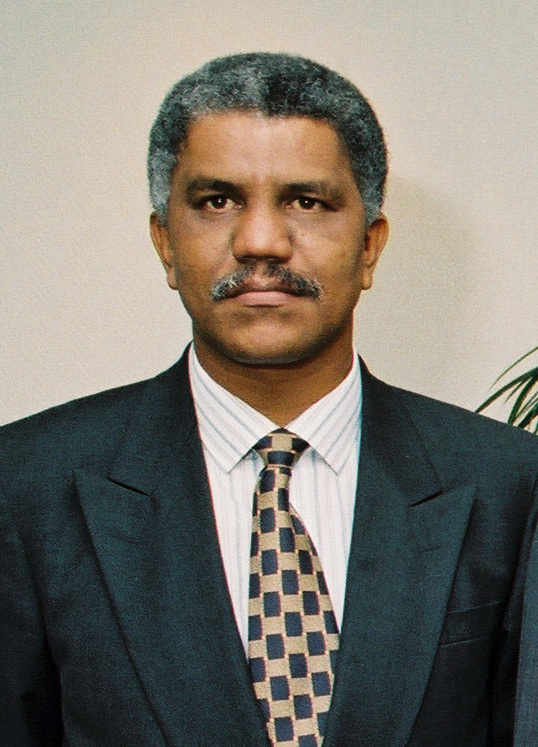
Guilherme Posser da Costa en 1995.

Guilherme Posser da Costa naît en 1953 à São Tomé, principale ville de la colonie de Sao Tomé-et-Principe. Elle obtient son indépendance du Portugal en 1975.
Il suit des études de droit à l'université de Coimbra du Portugal, spécialisé en sciences juridiques, dont il est diplômé en juin 1978. Il est membre de la Cour suprême de justice. Il est marié et père de trois enfants.
Il poursuit une carrière politique au sein du Mouvement pour la libération de Sao Tomé-et-Principe (« Parti social-démocrate » après 1990), parti unique du président Manuel Pinto da Costa jusqu'à l'introduction du multipartisme en 1991. Il occupe les fonctions parlementaires de député et de vice-président de l'Assemblée nationale et, au sein du ministère des Affaires étrangères et de la Coopération, de directeur des Affaires politiques, de secrétaire d'État puis de ministre à trois reprises, de 1987 à 1988, 1990 à 1991 et 1994 à 1996. Il est également ambassadeur extraordinaire et plénipotentiaire en Allemagne, en Belgique, en France, aux Pays-Bas, en Suède ainsi qu'auprès de la Communauté européenne et de l'Organisation des Nations unies pour l'alimentation et l'agriculture.I
Il est membre de la Commission nationale et de la Commission politique du MLSTP, vice-président sous la direction de Manuel Pinto da Costa. Il succède à ce dernier en 2005, poste qu'il occupe jusqu'en 2010 et son remplacement par Aurélio Martins.
Sous la présidence de Fradique de Menezes, il est Premier ministre du 5 janvier 1999 au 26 septembre 2001, dirigeant le VIe gouvernement constitutionnel.
Il est candidat à l'élection présidentielle de 2021, après avoir obtenu le soutien du Conseil national du MLSTP-PSD avec 83 % des voix.

## Décoration
- Grand-croix de l'ordre de l'Infant Dom Henri

Au Portugal, Guilherme Posser da Costa est décoré de la grand-croix l'ordre de l'Infant Dom Henri.